# باشگاه فوتبال وسترن سیدنی واندررز
باشگاه فوتبال وسترن سیدنی واندررز (به انگلیسی: Western Sydney Wanderers FC) یک باشگاه فوتبال در شهر سیدنی غربی ایالت نیو ساوت ولز در کشور استرالیا می‌باشد که در ای-لیگ استرالیا بازی می‌کند که در فصل ۲۰۱۲–۱۳ توانست قهرمان این لیگ شود.
این باشگاه در سال ۲۰۱۲ تأسیس شده‌است. این تیم در لیگ قهرمانان آسیا ۲۰۱۴ برای اولین بار به‌مقام قهرمانی نیز دست یافت.

## افتخارات
داخلی
- ای-لیگ:
- قهرمان (۱): ۲۰۱۲–۱۳
- نایب قهرمان(۱): ۲۰۱۳–۱۴
- ای-لیگ:
- نایب قهرمان (۲): ۲۰۱۳, ۲۰۱۴

بین‌المللی
- لیگ قهرمانان آسیا:

- قهرمان (۱): ۲۰۱۴[۱]

عناوین
- تیم سال ای‌اف‌سی: ۲۰۱۴[۲]